# 프로메타진
프로메타진(Prometazine)은 알레르기, 불면증, 메스꺼움을 치료하기 위해 사용되는 1세대 항히스타민제 및 구토제이다. 한때는 항정신병제로 널리 사용되었지만, 현재는 일반적으로 이러한 목적으로 사용되지 않는다. 그것은 클로로프로마진의 항정신병 강도의 약 1/10을 다루고 있다.그것은 또한 일반적인 감기와 관련된 몇 가지 증상에 도움이 될 수 있고 또한 동요하거나 불안해하는 사람들을 진정시키는 데 사용될 수 있다. 프로메타진은 시럽 또는 정제 용량 형태로 구강, 직장 좌약 또는 근육 주사를 통해 사용할 수 있다.

프로메타진의 일반적인 부작용으로는 혼란과 졸음이 포함된다; 알코올이나 다른 진정제의 섭취는 이러한 증상들을 더 악화시킬 수 있다.임신 중 또는 모유 수유 중에 프로메타진을 사용하는 것이 태아에게 안전한지는 불분명하다. 프로메타진의 사용은 호흡에 부정적인 영향을 미칠 수 있기 때문에 2년 미만의 사람들에게는 권장되지 않는다. 정맥 주사를 통한 프로메타진 사용은 피부에 손상을 줄 수 있으므로 권장되지 않는다. 프로메타진은 페노티아진 계열의 약물에 속한다.
프로메타진은 1940년대에 론-풀랑크 연구소의 과학자 팀에 의해 만들어졌다. 이 약품은 1951년 미국에서 의학용으로 승인되었다. 이는 제네릭 의약품이며 전 세계적으로 많은 브랜드 이름으로 판매되고 있다. 2019년에는 미국에서 174번째로 많이 처방된 의약품으로 300만 건 이상의 처방을 받았다.

## 의료 용도
프로메타진은 다음을 포함한 다양한 의학적 용도가 있다:
- 진정제 투여, 진정
- 마취 또는 화학 요법과 관련된 메스꺼움 및 구토에 사용된다. 일반적으로 항구균제로 수술 후 사용된다. 그러나 부작용도 증가하여 최대 복용량을 제한하는 경우가 많다.
- 중등도의 심한 입덧과 발작 중증의 경우: 영국에서, 프로메타진은 임신 중 더 큰 사용 경험이 있는 오래된 약으로 선호되는 첫 번째 순서는 메토클로프라미드 또는 프로클로페라진이다.[10][11]
- 꽃가루 알레르기와 같은 알레르기와 과민증의 다른 약물의 경우
- 감기 증상을 치료하기 위해 사용
- 우주 멀미를 포함한 멀미
- 신생아의 용혈성 질환[3]
- 수술 전 불안감

## 부작용
일부 문서화된 부작용은 다음을 포함한다.:
- 지연성 운동장애, 의사파킨슨증, 급성디스토니아(도파민 D2 수용체 길항으로 인한 영향)
- 고령자의 혼란
- 졸음, 현기증, 피로, 드문 현기증
- 세로토닌과 도파민 수용체에 영향을 미치는 것으로 알려져 있다.
- 구강 건조[11]
- 메스꺼움
- 2세 미만 환자 및 폐 기능이 심각하게 손상된 환자의 호흡 우울증[12]
- 흐릿한 시력, 건식, 비강 건조, 동공 확장, 변비, 그리고 소변 유지. (콜린 작용으로 인한)
- 흉부 불쾌감/압박(2세 미만 소아)
- 아카티시아[13]

빈도가 낮음:
- 부정맥과 저혈압을 포함한 심혈관 부작용
- 신경성 악성 증후군[11]
- 간 손상 및 담즙정맥성 황달[11]
- 골수억제, 과립구증, 혈소판 감소증, 백혈구 감소증의 잠재적 결과[11]
- 저체온증/고온증을 유발하는 체온조절 메커니즘의 억제

드문 부작용은 다음을 포함한다:
- 발작

더 심각한 부작용의 가능성이 있기 때문에, 이 약은 노인들이 피해야 할 목록에 있다. 많은 국가(미국, 영국 포함)에서 프로메타진은 2세 미만의 어린이에게 금지되며, 2세에서 6세 사이의 어린이에게는 호흡기 우울증과 수면 무호흡의 문제로 인해 강력히 경고한다.
프로메타진(Prometazine)은 장기간의 인지장애를 포함한 항콜린성 부담에 대한 연구에서 가장 높은 항콜린 활성 약물 중 하나로 등재되었다.

## 약리학, 약물학
페노티아진 유도체인 프로메타진(Promethazine)은 신경 렙틴 페노티아진과 구조적으로 다르며, 효과는 유사하지만 다르다. 주로 H1 수용체(항히스타민)의 강한 길항제 및 중간 정도의 mACH 수용체 길항제(항콜린제)로 작용하며, 5-HT2A, 5-HT2C, D2 및 α1-아드레날린제 수용체에도 약한 친화력을 가지며, 모든 부위에서 길항제로서 작용한다. 새로운 연구에 따르면 프로메타진은 강력한 비경쟁적 선택적 NMDA 수용체 길항제로 작용하며, 이는 H1 수용체의 강력한 항히스타민제 효과와 더불어 진정작용을 촉진할 수 있지만, 약한 진통제로도 작용할 수 있다. 그러나 AMPA 수용체에는 영향을 미치지 않는다.
프로메타진의 또 다른 주목할 만한 용도는 나트륨 채널의 막힘에 의한 국소 마취제이다.

### 화학
고체 프로메타진 염산염은 백색에서 희미한 황색, 사실상 무취의 결정성 분말이다. 느린 산화는 공기에 장기간 노출될 때 발생할 수 있으며, 일반적으로 파란색 변색을 일으킬 수 있다. 염산염은 물에 자유로이 용해되고 알코올에 다소 용해된다. 프로메타진은 키랄 화합물로, 이성질체의 혼합물로 생성된다.

## 역사
프로메타진은 론-풀랑크의 그룹에 의해 처음 합성되었다. (그것은 나중에 사노피의 일부가 되었다) 이는 1940년대 초 폴 샤펜티에가 이끌었다.  그 팀은 디펜히드라민 개선을 모색하고 있었다.; 의학 화학에 대한 같은 선은 클로르프로마진의 창조를 이끌었다.

## 사회와 문화
2017년 7월 현재 전 세계적으로 많은 브랜드 이름으로 판매되고 있다: Allersoothe, Antiallersin, Anvomin, Atosil, Avomine, Closin N, Codopalm, Diphergan, Farganesse, Fenazil, Fenergan, Fenezal, Frinova, Hiberna, Histabil, Histaloc, Histantil, Histazin, Histazine, Histerzin, Lenazine, Lergigan, Nufapreg, Otosil, Pamergan, Pharmaniaga, Phenadoz, Phenerex, Phenergan, Phénergan, Pipolphen, Polfergan, Proazamine, Progene, Prohist, Promet, Prometal, Prometazin, Prometazina, Promethazin, Prométhazine, Promethazinum, Promethegan, Promezin, Proneurin, Prothazin, Prothiazine, Prozin, Pyrethia, Quitazine, Reactifargan, Receptozine, Romergan, Sominex, Sylomet, Xepagan, Zinmet, 그리고 Zoralix라는 이름으로 판매되고 있다.

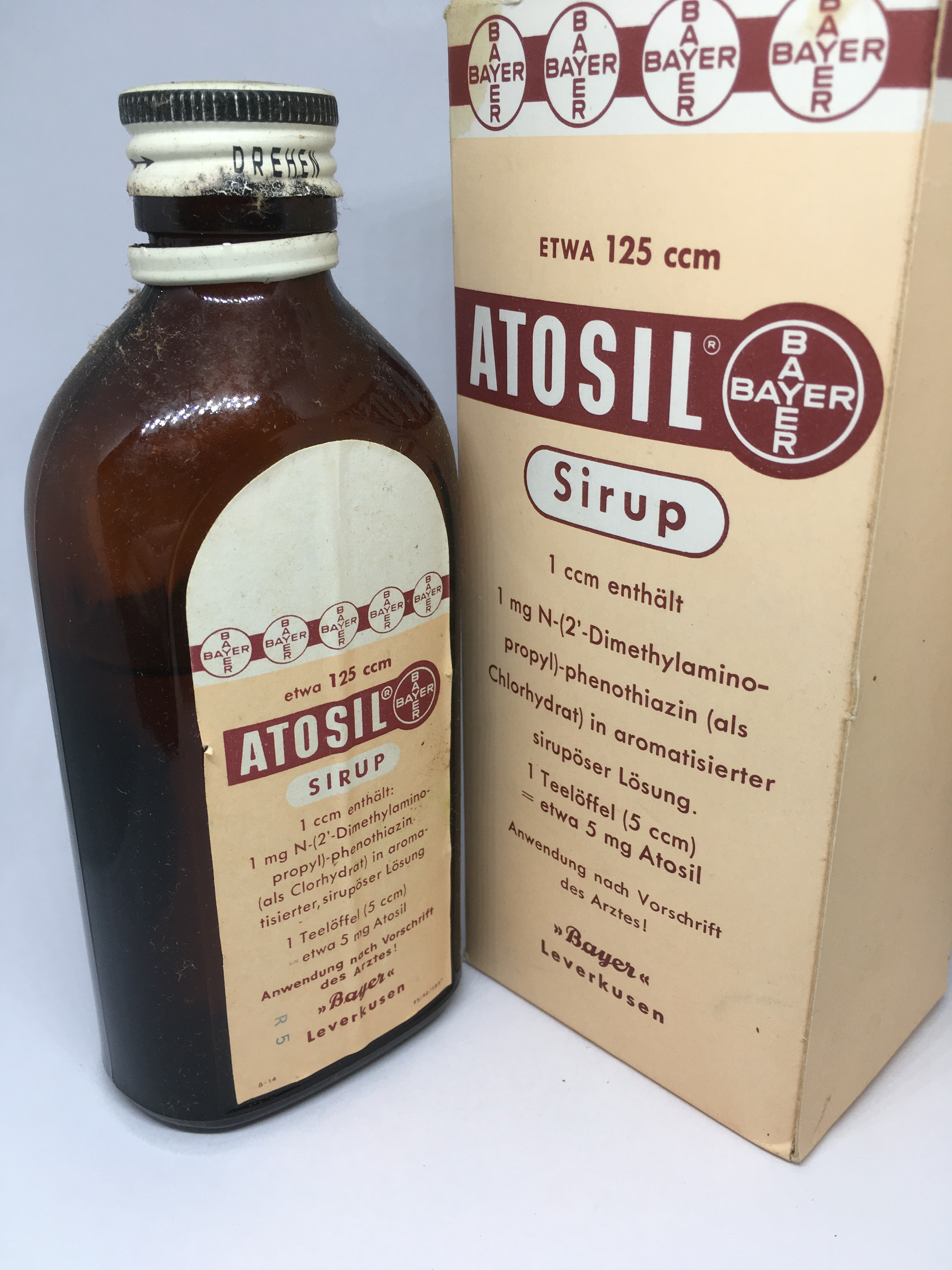
아토실 시럽

이는 또한 많은 조합 약물 제형으로 시판되고 있다:
- 카르보시스테인을 액티티올 안티히스타미코, 무코아제, 무코프롬, 무코탈 프로메타진 및 리나티올과 함께 사용
- 파라세타몰(아세타미노펜)을 알고트로필, 칼름키드, 페브릴, 펜 플러스 및 Velpro-P로 사용
- 콜드렉스 노냐 리에바, 페드릴 나이트 감기 및 독감, 나이트 간호사, 타치노테와 같은 파라세타몰과 덱스트로메토르판을 콜리그리그립나녹, 콜드렉스 노냐 리에바, 타치노테와 함께 사용;
- 파라세타몰, 페니레프린 및 살리실아미드를 플루킷으로 사용
- 덱스트로메토르판을 액셀 덱스트로진 및 호세일 DM으로 사용
- 메토세딜로서 덱스트로메토르판 및 에페드린 사용
- Sedilix-DM으로 덱스트로메토르판 및 의사 에페드린 사용
- 세딜릭스-RX로서 덱스트로메토르판 및 페닐에페드린 사용
- Codo-Q 주니어 및 Tixylix로서 폴코딘을 사용
- 폴코딘 및 에페드린(Phensedyl Dry Cough Linctus)을 사용
- 루세딜 화합물 Linctus로서 폴코딘 및 페닐에페드린 사용
- 3중 'P'로서 폴코딘 및 페닐프로판올아민을 사용
- Kefei 및 Procodin과 같은 코데인을 사용
- Dhaseyl, Fendyl 및 P.E.C.와 같은 코데인과 에페드린
- 에페드린 및 덱스트로메토르판을 Dhaseyl DM으로 사용
- 글루탐산을 Psico-Soma 및 Psicosoma와 함께 사용
- 투시달과 같은 노스카핀과 함께 사용
- 클로르프로마진과 페노바르비탈을 베지타민으로 첨가해 사용

### 레크리에이션 이용
다른 이름들 사이에서 퍼플 드링크라고도 알려진 레크리에이션 약품 린(lean)은 종종 프로메타진과 코데인이 함유된 감기약을 혼합하여 함유하고 있다.

### 생산물책임소송
2009년, 미국 대법원은 프로메타진 관련 제품 책임 사건에 대해 판결을 내렸다. 편두통을 앓고 있는 여성 Diana Levine은 IV push를 통해 "Wyeth's Phenergan"라는 이름의 프로메타진을 투여받았다. 그 약은 부적절하게 주입되었고, 괴저와 그 후 그녀의 오른쪽 전완이 팔꿈치 아래로 절단되었다. 주 배심원은 그녀에게 징벌적 손해배상금으로 6백만 달러를 판결했다.
그 사건은 연방 선처와 실질적인 적법 절차를 이유로 대법원에 상고되었다. 대법원은 "와이스가 연방법에 반대하지 않고 일방적으로 IV-push 행정에 대해 더 강력한 경고를 추가할 수 있었다"며 하급 법원의 판결을 지지했다. I사실상, 이것은 미국 식품의약국(FDA)이 승인한 잠재적인 부작용에 대한 경고가 주 법원에 의해 불충분하다고 판단될 경우 의약품 제조사가 부상에 대해 책임을 질 수 있다는 것을 의미한다.
2009년 9월 9일, FDA는 프로메타진에 피하 투여 금지를 명시하여 주입을 위한 상자형 경고를 할 것을 요구했다. 선호하는 투여 경로는 근육 내이며, 이로 인해 주변 근육 및 조직 손상의 위험이 감소한다.